# 게임보이 컬러

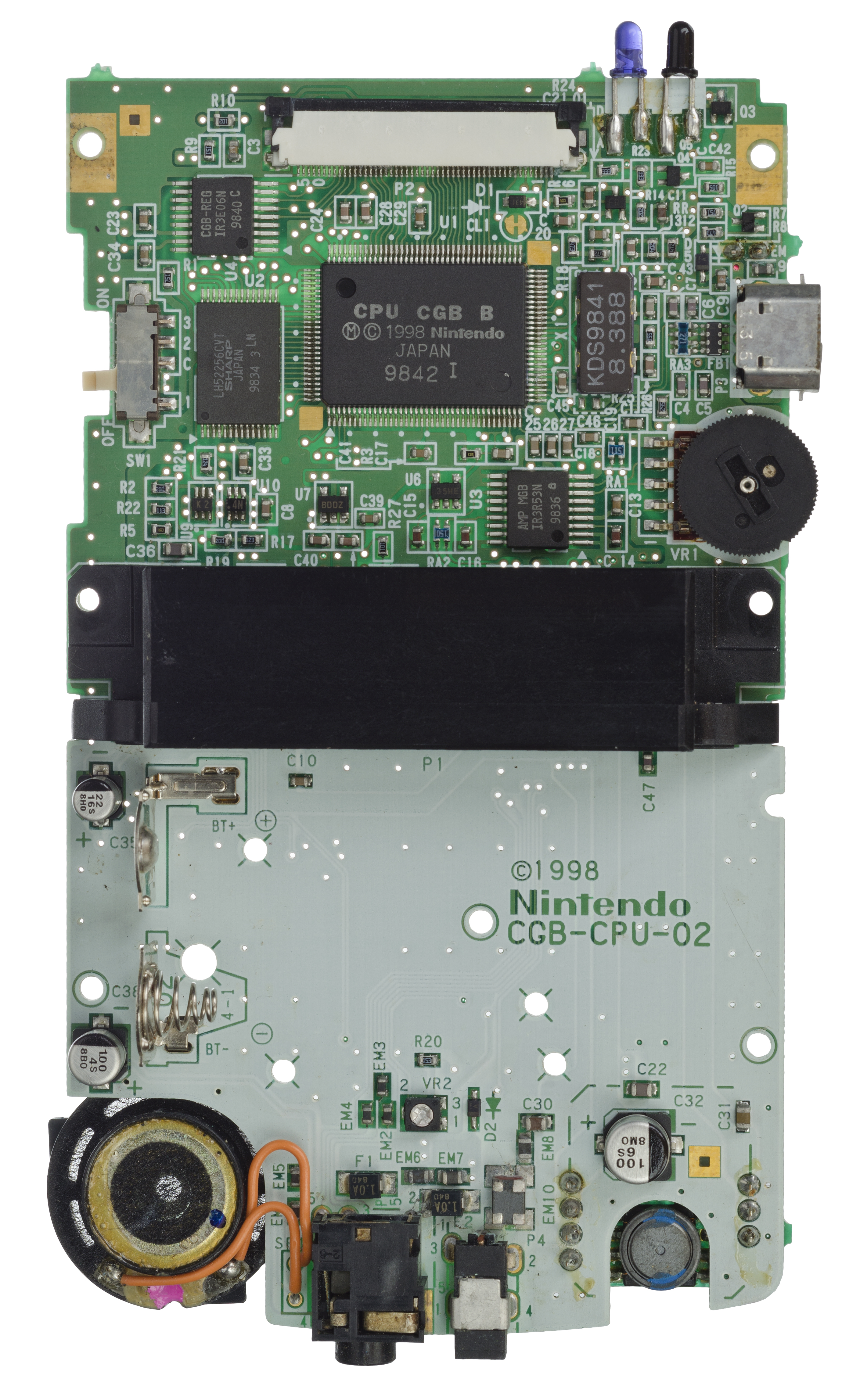
게임보이 컬러 마더보드

게임보이 컬러(영어: Game Boy Color, 일본어: ゲームボーイカラー)는 1998년 10월 21일 닌텐도가 발매한 게임보이의 후계 기종이다. 줄여서 GBC라고도 한다. 1998년 10월 21일 일본에서 첫 출시되었다.

## 개요
게임보이 컬러는 이전 게임보이의 게임도 할 수 있는 하위 호환 기종으로 개발되었다. 추가로 흑백 게임의 화면 배색 선택과 적외선 통신 기능이 제공된다. 적외선 통신 기능은 게임보이 어드밴스로 계승되지 않는 유일한 기능이다.

### 컬러 선택 기능
게임보이 컬러와 게임보이 어드밴스는 흑백용 게임 카트리지를 꽂고 전원을 넣으면, 자동으로 게임에 적당한 배색을 4계조 흑백에 할당된다. 기동시 로고 화면에서 십자 키나 A·B 버튼을 눌러 12 종류의 화면 배색을 팔레트로부터 선택하는 일도 가능하다.

## 그 외
잠시 주춤해졌던 게임보이가 1996년 포켓몬스터의 발매로 다시금 주목을 받게 되었지만, 게임 개발자들 사이에서는 새로운 기종을 요구하는 분위기가 나타나고 있었다. 게임보이 칼라가 그러한 게임 개발자들의 요구로부터 발매된 것이다.
본체의 표준 컬러는 보라색으로 미국의 시장 조사에서 가장 인기가 있던 색으로 채용되었다. 이 색은 이후 게임보이 어드밴스나 게임큐브의 표준 색으로 이어진다.

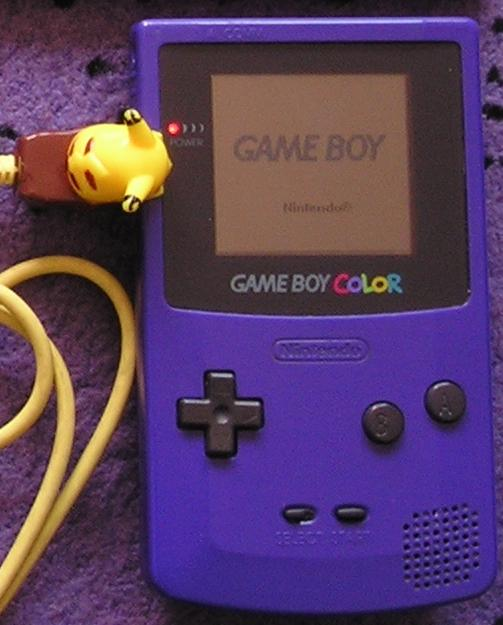
게임보이 칼라와 피카츄 통신 케이블